# مريم يمق
مريم يمق مذيعة وشاعرة سورية ومقدمة برامج في الإذاعة التلفزيون السوري بين عامي 1972-1977، اشتهرت باسم ( زاهية بنت البحر)، قدمت الكثير من البرامج أهمها مجلة التلفزيون، وبانوراما، وبرنامج الرياضة مع المذيع الراحل عدنان بوظو.

## لقاءاتها التلفزيونية
من المقابلات التلفزيونية التي قدمتها لقاء مع الفنان عبد الحليم حافظ، وهي محفوظة في التلفزيون السوري. ولها لقاءات أخرى مع فنانين ومثقفين في ذلك الوقت منهم: وردة، محمد عبد الوهاب، أحمد فؤاد حسن، وأيضا صباح فخري التي التقت معه في برنامج عن حياته بعنوان أيام وأنغام صباح فخري في الإذاعة، ومع فيروز ثلاثية دارة، ودريد لحام، ومحمد عبد المطلب، ونور الشريف وغيرهم، من سورية والوطن العربي. ولها لقاء هام مع الشاعر حسن البحيري ابن حيفا صاحب ديوان (حيفا في سواد العيون) الذي يحفظ في أرشيف التلفزيون، حيث أمر حينها وزير الإعلام السوري (أحمد اسكندر) بحفظه لما جاء فيه من معلومات قيمة هامة عن فلسطين، وفيه وثائق كثيرة، ولها حلقات من برنامج تلفزيون الساعة لهاني الروماني ومحمد جومر مع صباح جزائري وسلوى كرداسي وسليم كلاس وعصام عبه جي وسلمى المصري ومها المصري وغيرهم.

## برامجها الإذاعية
لها برنامجان في الإذاعة مع الفنانين ياسر العظمة وأسامة الروماني هما "ألف وثمانمية لحظة مرح" وإذاعة الساعة"، وهما موجوادن في الأرشيف الإذاعي بالإذاعة السورية. عرفت بالذكاء والمقدرة على جذب المشاهد وجعل من تقابله يتكلم بصراحة لأسلوبها الجميل في الحديث وطرحها الأسئلة. حتى اليوم ما زال جمهورها الواسع يتابع أخبارها. رفضت العمل خارج بلدها سوريا رغم العروض الكثيرة التي قدمت لها من الخارج، كما رفضت العمل في السينما رغم العروض التي قدمت لها للعمل في السينما السورية، ظهرت في فيلم صح النوم كمقدمة برنامج المسابقات الموسيقية.

## شعرها
بعض شعرها:
سافر أخي للدراسة في بلدٍ أروبي منذ أكثر من ثلاثين سنة، آخر زيارة له لنا كانت قبل ربع قرن ونيف، نسي بلاده وأهله، مات والدي أثناء غيابه وأختي وأخي

فماتت أمي حزناً على الراحلين، الهجرة بقسوتها هي موت في الحياة، ربما كانت أصعب من الموت الحقيقي، ماتت أمي ودمع عينيها يطفئ النور فيهما رويداً رويداً، وهي تقول: